# Franz Obermaier
Franz Salis Obermaier (* 29. Dezember 1905 in München; † 4. April 1996) war ein deutscher Diplomat und Presseattaché.

## Leben
Franz Obermaier war Mitarbeiter der Münchener Neusten Nachrichten und des Völkischen Beobachters. Zum 1. Januar 1931 schloss er sich der NSDAP an, schied aber im September 1932 wieder aus. Zum 1. April 1943 trat er der Partei wieder bei (Mitgliedsnummer 9.428.903). Im Jahre 1940 war Obermaier Presse-Attaché in Sofia, Bulgarien.
Er schrieb 1949 mit Josef Mauerer im Münchner Merkur die Artikelserie Aus Trümmern wächst das neue Leben. Von 1951 bis 1955 arbeitete er für das ifo Institut für Wirtschaftsforschung, von 1955 bis 1966 war er Leiter der bundesdeutschen Handelsvertretung in Casablanca. Im Jahre 1967 war Obermaier Konsul in Palermo, ab 1968 war er deutscher Botschafter in Burundi.